# Greg Graffin
Greg Graffin, właśc. Gregory Walter Graffin (ur. 6 listopada 1964 w Madison, Wisconsin) – amerykański wokalista punk rockowy, współzałożyciel zespołu Bad Religion i zoolog.

## Życiorys
Gdy miał 7 lat, jego rodzice rozwiedli się i od tego czasu Greg podróżował między domem ojca w Racine a mieszkaniem matki w Milwaukee. Ostatecznie w roku 1976 osiadł w Los Angeles. Kiedy w roku 1983 rozpadł się założony dwa lata wcześniej zespół Bad Religion, Greg wrócił do Madison, gdzie zaczął studiować na uniwersytecie, z którego ostatecznie został usunięty z powodu braku zameldowania w Wisconsin. Zdołał jednak dostać się na Uniwersytet Kalifornijski (UCLA). Zdobył tam licencjat z antropologii, następnie magisterium i doktorat z geologii. Po wydaniu „Against the Grain”, w 1990 przeprowadził się do miejscowości Ithaca i zapisał się na Cornell University, gdzie uzyskał doktorat z biologii ewolucyjnej. W 1996 opuścił uniwersytet, w celu napisania dysertacji na temat tkanki kostnej. Egzamin zdał na najwyższy stopień.
Na kursie The Intellectual History of the US Greg spotkał Gretę, z którą ożenił się w 1988. Mieszkali w Ithaca z dziećmi, Grahamem (ur. 1992) oraz dwa lata młodszą Ellą, do czasu kiedy Greta się wyprowadziła. Obecnie Greg jest rozwiedziony, a swoje małżeństwo komentuje w ten sposób: „Jeśli chcesz się kłócić, ożeń się”. Nadal mieszka w ceglanym, dosyć dużym domu, otoczonym bogatym sąsiedztwem, w którego piwnicy mieści się studio nagrań.
Obecnie wykłada na UCLA. Na czas koncertów bierze urlop. W wolnym czasie pisze także eseje.